# Mariusz Jurkiewicz

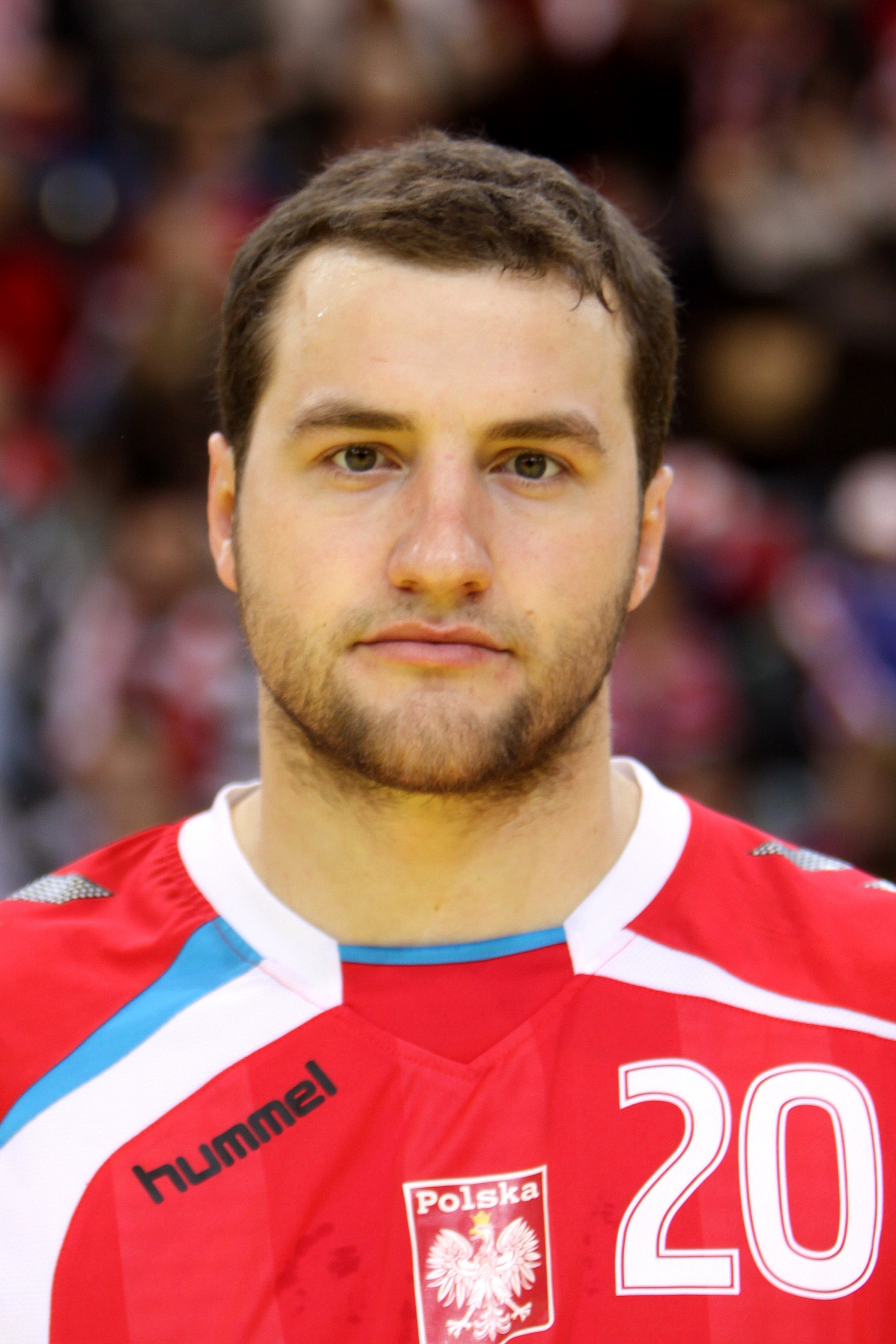
Mariusz Jurkiewicz (2010)

Mariusz Jurkiewicz (* 3. Februar 1982 in Lubin) ist ein polnischer Handballtrainer und ehemaliger Handballspieler.

## Karriere
Der 1,99 Meter große linke Rückraumspieler spielte bei SDC San Antonio (2009/2010), JD Arrate (2004–2009), BM Ciudad Real und Zagłębie Lubin. Ab dem Sommer 2010 stand er wieder bei BM Ciudad Real unter Vertrag. Mit San Antonio spielte er im Europapokal der Pokalsieger (2009/2010), mit Arrate im EHF-Pokal (2008/2009) und mit Ciudad Real in der EHF Champions League (2003/2004). Im Sommer 2011 übernahm Atlético Madrid die Liga-Lizenz von Ciudad Real, für den Jurkiewicz anschließend auflief. Zwei Spielzeiten später schloss er sich dem polnischen Verein Wisła Płock an. Zur Saison 2015/16 wechselt er zum großen polnischen Konkurrenten KS Kielce, den sein ehemaliger Trainer Talant Dujshebaev betreut. Nachdem sich Jurkiewicz im Februar 2020 bei einem Spiel eine Knieverletzung zuzog, beendete er seine Karriere.
Mariusz Jurkiewicz stand im Aufgebot der polnischen Nationalmannschaft, so wie für die Europameisterschaft 2010 und 2014. Weiterhin nahm er an den Olympischen Spielen 2016 in Rio de Janeiro teil. Er bestritt 163 Länderspiele, in denen er 278 Tore erzielte.
Jurkiewicz war ab November 2020 bei Wybrzeże Gdańsk als Co-Trainer tätig. Seit Sommer 2021 ist er dort Cheftrainer.

## Erfolge
- Spanischer Meister 2004
- Spanischer Königspokalsieger 2011, 2012, 2013
- Spanischer Ligapokalsieger 2004, 2011
- Spanischer Supercup 2011
- Super Globe 2010, 2012
- Polnischer Meister 2016, 2017, 2018, 2019, 2020
- Polnischer Pokalsieger 2016, 2017, 2018, 2019
- EHF Champions League 2016